# Ahmed Zabana
Ahmed Zahana (en arabe : أحمد زهانة), connu sous son nom guerre: Ahmed Zabana (en arabe : أحمد زبانة) et surnommé par ses proches H'mida, issu de la tribu des Mehadja, né en 1926 à Zahana (Saint-Lucien à l'époque française) dans l'actuelle wilaya de Mascara en Algérie et mort guillotiné le 19 juin 1956 à Alger, est un indépendantiste algérien ayant participé au déclenchement de la Guerre d'Algérie. 
Condamné à mort à la suite de l'assassinat dans la nuit du 31 octobre au 1er novembre 1954 du garde forestier, François Braun, il est le premier indépendantiste algérien guillotiné, le 19 juin 1956, dans la prison de Barberousse à Alger. Considéré en Algérie comme un héros, sa ville natale et plusieurs rues, espaces publics et institutions en Algérie sont baptisés ou rebaptisés en son nom.

## Biographie

### Enfance
Il est né en 1926 dans la localité de Djeniène Meskine, dans la commune de Zahana. Sa famille quitte le village de Djeniène Meskine, pour s’installer à Oran. Son père, fellah, a été dépossédé de sa terre ancestrale, comme des milliers d’autres Algériens. Ahmed Zabana grandira dans les quartiers d’El Hamri et de Médina Jdida.
Il y fit ses études primaires, obtint son certificat d'études et s'inscrit dans un centre de formation professionnelle l’école de formation des métiers de chaudronnerie, électricité et soudure située au sous-sol du marché karguentah (centre ville d'Oran, dans l'actuelle place Belkacem Zeddour Mohamed Brahim) où il apprit le métier de soudeur. Il a travaillé à la cimenterie de la Cado à Saint-Lucien. 
Il était aussi sportif, il aimait le football et il a évolué à l'ASM Oran en équipe réserve.

### Militantisme au sein du mouvement indépendantiste algérien
Ahmed Zabana adhère tout d'abord à l'Organisation Spéciale de l'Oranie (OS), il devient un élément important dans l'organisation par son implication et ses activités importantes. Il fait partie des artisans de l'attaque de la poste d'Oran aux côtés d'autres grands révolutionnaires en 1949.
En 1949, Ahmed Zabana adhère au Mouvement pour le triomphe des libertés démocratiques (MTLD). Son dynamisme ne tarda pas à attirer sur lui l'attention de la police française qui l'arrêta le 2 mars 1950. Il fut condamné par la justice coloniale à trois ans de prison et trois ans d'interdiction de séjour.
Dès sa libération, il reprit ses activités politiques avec autant d'ardeur que par le passé et participa aux préparatifs du déclenchement de la guerre de libération nationale. Après la dissolution du Comité Révolutionnaire pour l'Unité et l'Action le 5 juillet 1954, Zabana fut désigné par Larbi Ben M'hidi en tant que responsable de la zone de Saint-Lucien (Zahana) Banlieue d'Oran (actuellement Daïra de Zahana), chargé de préparer la Révolution avec tout le nécessaire en munitions et hommes.
En application des ordres reçus, il organisa la réunion de Saint-Lucien (Zahana) à laquelle assista le militant indépendantiste Abdelmalek Ramdane et à l'issue de laquelle Ahmed Zabana se vit attribuer les missions suivantes.
En 1954, Ahmed Zabana a tenu une réunion avec son groupe de combattants au cours de laquelle furent réparties les missions et définis les objectifs ainsi que le point de ralliement à Djebel El Gaada : structuration et entraînement des groupes, choix des éléments adéquats aptes au commandement des hommes et inspection des positions stratégiques en vue de choisir les endroits susceptibles de constituer des bases pour la Révolution. Ahmed Zabana réussit ainsi à constituer des groupes à Saint-Lucien (Zahana), Oran, Ain Témouchent, Hammam Bouhadjar, Hassi el Ghalla, Chaabet, et Sig. Il chargea ces groupes de collecter les cotisations pour l'acquisition d'armes et de munitions. Avec Abdelmalek Ramdane, il dirigea les opérations d'entraînement militaire ainsi que les techniques pour tendre des embuscades, lancer des incursions et fabriquer des bombes. Ghar Boudjelida (grotte de la chauve-souris) qui se trouve à El Gaada dans la région d'Oran était le P.C (poste de commandement) du secteur de Saint-Lucien au début de la révolution algérienne (Zone 4 Willaya 5 ).
Au cours de la réunion présidée par Larbi Ben M'hidi le 30 octobre 1954, la date du déclenchement de la Révolution, les objectifs à attaquer la veille du premier novembre furent définis avec précision.

### Arrestation et condamnation
En 1954, l'accrochage de Ghar Boudjelida à El Gaada, le 8 novembre 1954 au cours duquel Ahmed Zabana fut capturé par les troupes françaises après avoir été atteint de deux balles. Il fut prisonnier et conduit d'abord à l'école communale d'El Gaada en attendant de l'acheminer vers l'hôpital. L'instituteur pied-noir, Monsieur Casé, montra le blessé et ses compagnons déposés devant la porte du garage de l'école (fondée en 1905) à ses élèves, en leur disant : « voilà ce qui vous arrivera si vous suivez les rebelles ». Ensuite, Ahmed Zabana fut incarcéré à la prison d'Oran le 3 mai 1955, Le 19 juin 1956, il fut transféré vers la prison Barberousse (Serkadji) pour y être guillotiné.
Jugé sommairement et condamné à mort, il fut le premier condamné depuis le déclenchement de la guerre de libération nationale à monter sur l'échafaud, dans l'enceinte de la prison de Barberousse, sur les hauteurs d'Alger. L'événement provoqua dans l'opinion algérienne un mouvement de colère si puissant qu'il ne tarda pas à se traduire par une série d'actions de guérilla urbaine. C'est ce climat d'effervescence qui prépara la bataille d'Alger.
Ahmed Zabana est enterré à sa mort au cimetière d'El Alia à Alger. Il est ensuite transféré au cimetière de Zahana au milieu des années 1980. La guillotine avec laquelle fut exécuté Ahmed Zabana se trouve au Musée de l'Armée algérien.

### Premier exécuté à la guillotine: la symbolique et son impact sur la Guerre d'Algérie
Ayant participé à l'assassinat du garde forestier François Braun dans la nuit du 31 octobre au 1er novembre 1954, à la maison forestière de la Mare d'Eau (entre Zahana et Oggaz), il est pris le 8 novembre, jugé et condamné à mort. L'exécution de la sentence est l'enjeu d'un bras de fer entre les Élus colons d'Algérie, les responsables du FLN à Alger et les autorités françaises.
Des élus d'Algérie réclament l'exécution des condamnés à mort, et le chef de la zone algéroise du FLN Abane Ramdane menace : « si le gouvernement français faisait guillotiner les condamnés à mort, des représailles terribles s’abattront sur la population civile européenne ». Khalfa Mameri, biographe d'Abane Ramdane, attribue à son héros une stratégie d’« accélération voulue de la répression », pour unifier le peuple algérien autour du FLN.
Le ministre résidant Robert Lacoste décide de l'exécution à la prison de Barberousse, le 19 juin 1956, deux condamnés à mort, Ahmed Zabana et Abdelkader Ferradj. Aussitôt, Ramdane Abane et Larbi Ben M'hidi, arrivé depuis peu à Alger, rédigent un tract menaçant : « Pour chaque maquisard guillotiné, cent Français seront abattus sans distinction ». C'est l'enclenchement de la bataille d'Alger.

### La dernière lettre du condamné à mort
« Mes chers parents, ma chère mère.
Je vous écris sans savoir si cette lettre sera la dernière et cela, Dieu seul le sait. Si je subis un malheur quel qu'il soit, ne désespérez pas de la miséricorde de Dieu, car la mort pour la cause de Dieu est une vie qui n’a pas de fin et la mort pour la patrie n'est qu'un devoir. Vous avez accompli votre devoir puisque vous avez sacrifié l'être le plus cher pour vous. Ne me pleurez pas et soyez fiers de moi. 
Enfin, recevez les salutations d'un fils et d'un frère qui vous a toujours aimés et que vous avez toujours aimé. Ce sont peut-être là les plus belles salutations que vous recevrez de ma part, à toi ma mère et à toi mon père ainsi qu'à Nora, El Houari, Halima, El Habib, Fatma, Kheira, Salah et Dinya et à toi mon cher frère Abdelkader ainsi qu'à tous ceux qui partageront votre peine. 
Allah est Le Plus-Grand et Il est Seul à être équitable.
Votre fils et frère qui vous aime de tout son cœur 
H'mida. »

## Postérité

### Musée national Zabana d'Oran

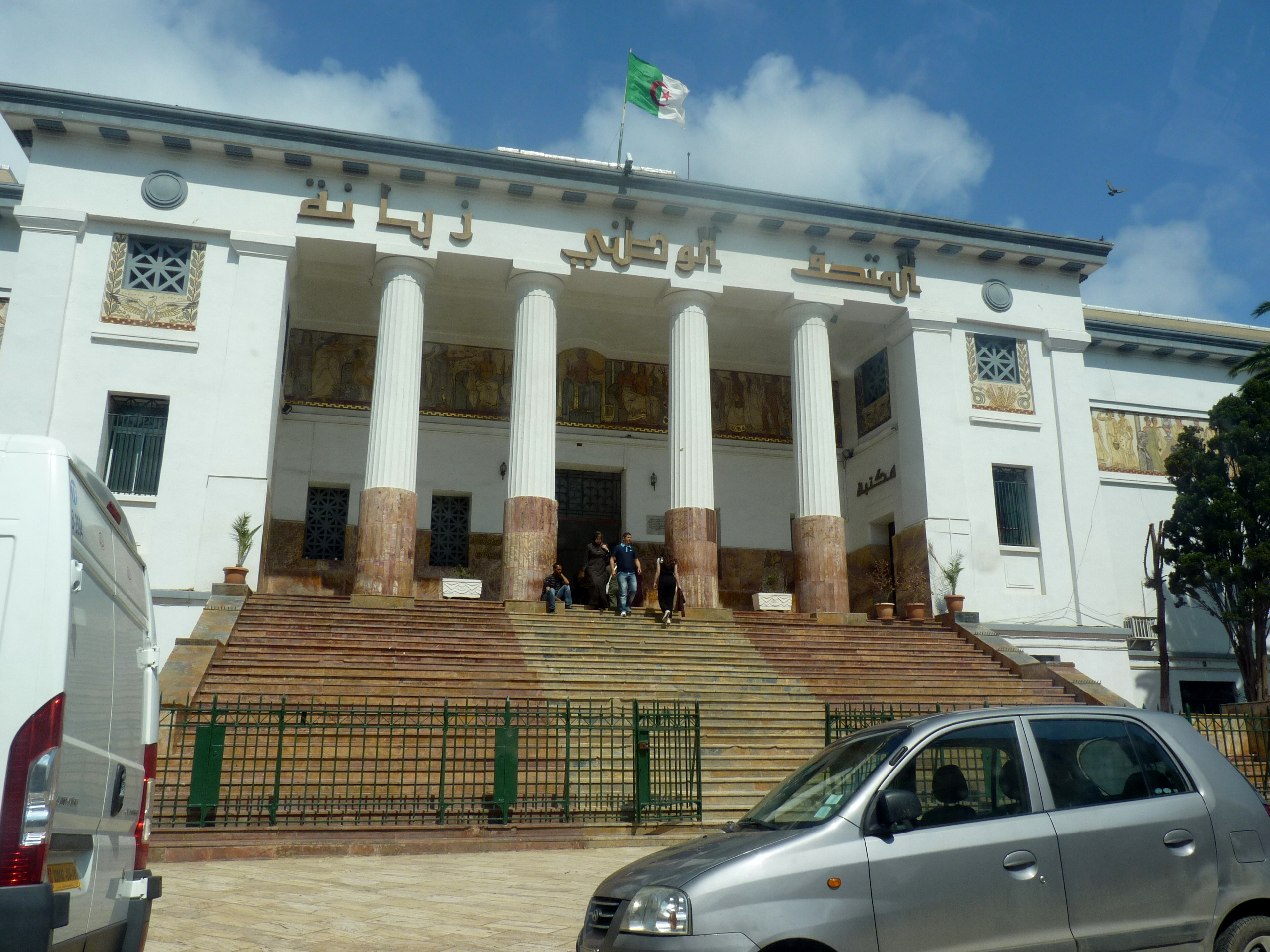
Entrée du musée national Zabana.

Le musée des beaux-arts d'Oran, appelé « Musée Demaeght », du nom de son fondateur, est renommé « Musée national Ahmed Zabana » et comprend une importante collection d'œuvres des peintres de l'école d'Alger et notamment des prix Abd-el-Tif (1907-1961), la deuxième au monde après le musée national des beaux-arts d'Alger (MNBA).

### Stade Ahmed Zabana
Le stade d'Oran de 40 000 places construit en 1957 a changé à plusieurs reprises de nom, en passant pendant la période coloniale du parc municipal des Sports à son ouverture au stade Henri Fouques-Duparc du nom de son fondateur, le maire français de l'époque Henri Fouques-Duparc. En 1962, après l'indépendance de l'Algérie, le stade est rebaptisé Stade municipal puis devient stade du 19 Juin en commémoration du Coup d'État de Boumédiène, le 19 juin 1965 contre Ahmed Ben Bella. Le 25 novembre 1992, l'infrastructure est rebaptisée du nom de Ahmed Zabana par le président Mohamed Boudiaf, à l'occasion de la finale de la coupe d'Algérie de la même année.

### Statue d'Ahmed Zabana
Une statue d'Ahmed Zabana a été érigée au centre-ville d'Oran sur le grand rond-point marquant la jonction entre le boulevard du Front de mer et la route des Falaises en 2009 à la mémoire de Ahmed Zabana à l'occasion du 55e anniversaire du début de la Guerre d'Algérie, le 1er novembre 1954.